# Обсада на Плевен
Вижте пояснителната страница за други значения на Плевен.
Обсадата на Плевен е най-тежката и продължителна битка в хода на Руско-турската война (1877 – 1878). Западната османска армия задържа в продължение на почти пет месеца град Плевен, обсаден от Западния руски отряд. Временно е забавено руското настъпление в Тракия. Руската победа на 28 ноември/10 декември 1877 г. има решително значение за изхода на войната и Освобождението на България.

## Предистория
На 15 юни 1877 г. Действащата руска армия на Балканския полуостров извършва десант през река Дунав в района на Зимнич-Свищов. Тъй като не разполага с достатъчно сили, турското командване заповядва на Осман паша, командир на Видинския армейски корпус, да се насочи флангово към район Никопол-Плевен-Ловеч. При марша към Никопол към армията му се присъединяват местни гарнизони и корпусът нараства до 13 000 офицери и войници. На 4 юли Западният руски отряд превзема Никопол и по този начин принуждава Осман паша да промени посоката си на движение към Плевен-Ловеч. На 6 юли турските войски нощуват в село Долна Митрополия, а на 7 юли вече са заели удобни позиции около Плевен. В същия ден, но само броени часове по-късно, пристигат и първите руски части.

## Ход на военните действия

### Първа атака
Веднага след падането на Никопол руското командване нарежда на генерал-майор Юрий Шилдер-Шулднер, командир на 5-а пехотна дивизия от 19-и армейски корпус, да заеме колкото се може по-бързо Плевен. Докато попълват запасите и превързват ранените си, русите се забавят. Така те пристигат пред Плевен едва на 7 юли и започват да обстрелват турските позиции, без да предприемат фронтална атака. Сутринта на 8 юли атакуват с 3 пехотни полка, Кавказката казашка бригада и 46 оръдия. Поради лошото разузнаване едва 8600 руси офицери и войници са изправени пред 15 000 турски офицери и войници, при това заели удобни защитни позиции. Генерал-лейтенант Юрий Шилдер-Шулднер успява да отблъсне турските части от някои външни укрепления, но Осман паша изпраща подкрепления, предприема поредица контраатаки и така си възвръща изгубените позиции. Първата атака на Плевен струва на русите загуби в убити и ранени – 75 офицери и 2326 войници. Турските загуби са изчислени на около 2000 убити и ранени офицери и войници.
За основна причина за неуспеха на тази първа атака се смята лошото разузнаване, грешните карти на района, объркването на българските водачи в руската войска, храбростта на турските войници, както и военното майсторство на Осман паша. Освен това русите се забавят при тръгването си от Никопол и така позволяват на Осман паша да се укрепи пръв в Плевен. Веднага след прекратяването на боя Осман паша заповядва окопаването на армията.

### Втора атака
През следващите десет дни и двете страни получават съществени подкрепления. Руските части са усилени с нови 26 000 офицери и войници и така нарастват до 35 000 офицери и войници. Генерал-лейтенант Николай Криденер вече разполага с 36 батальона, 32 ескадрона и 184 оръдия. Силите на Осман паша нарастват до 22 000 офицери и войници, организирани в 33 табора, 7 ескадрона и 58 оръдия, като формират Западната турска армия. Видно е, че русите нямат голямо числено превъзходство в жива сила, но имат тройно превъзходство в артилерията. То обаче се оказва недостатъчно, понеже Осман паша вече е изградил множество землени защитни съоръжения със скорострелни и далекобойни оръдия. Като допълнение – руското командване се страхува да изпраща оръдията си на първа бойна линия, поради което те се оказват неефективни, а руските пехотинци са разстрелвани от добре прикритите турски войски.
На 18 юли руското главно командване нарежда на генерал-лейтенант Николай Криденер да атакува повторно Плевен. Той не вярва в крайния успех, понеже изчислява погрешно противниковите сили на 50 – 60 000 офицери и войници, при това на защитни позиции. Водят се тежки боеве при Сулуклийския дол, Гривишките редути и Зелените хълмове. До края на деня турците отблъскват всички руски атаки и си възвръщат изгубените позиции.

Втората атака на Плевен е истинска катастрофа за руските части. Загубите са изчислени в убити и ранени на 168 офицери и 7167 войници. Турските загуби са едва 1200 убити и ранени офицери и войници.

### Битка при Пелишат–Згалево
На 19 август деветнадесет османски табора излизат от Плевен и атакуват руските части в района Пелишат – Згалево. След ожесточени боеве за редута при село Згалево, който няколко пъти преминава от ръце в ръце, турците са изтласкани обратно в Плевен.
Руските загуби възлизат на 1000 убити и ранени офицери и войници, а турските – 1350 убити и ранени офицери и войници. Атаката е планирана да съвпадне с празника Рамазан, а евентуалната победа да бъде в негова чест.

### Трета атака
Третата атака на Плевен е проведена от руските войски между 26 август и 1 септември 1877 г. Участие вземат 75 500 офицери и войници (от тях 23 000 румънци), поддържани от 8600 кавалеристи и 424 оръдия с командир генерал-лейтенант Павел Зотов. Осигурено е трикратно превъзходство на силите. Осман паша увеличава войските си на 29 400 офицери и войници, 1500 кавалеристи и 70 оръдия. 
Третата атаката е предшествана от превземането на Ловеч на 22 август от Сборен Руски отряд с командир генерал-майор Александър Имеретински. Същият ден Осман паша с 12 табора, конница и 3 батареи излиза от Плевен, за да подпомогне Ловешкия османски отряд. Движението му е открито и е обстрелван от русите. Осведомен за превземането на Ловеч, се завръща в Плевен.
На 26 август започва усилена артилерийската подготовка за предстоящата атака. Решителният щурм е предвиден за 30 август, когато е именният ден на царя. Руските генерали са смятали да дадат като подарък за царя падането на Плевен. Лично пристигат император Александър II, румънският крал Карол I и Великият княз Николай Николаевич.
Започват ожесточени боеве при Гривишките редути, височините при село Радишево, „Зелените хълмове“, редутите „Кованлък“ и „Иса ага“. След много трудното превземане на Кованлък на 30 август генерал-лейтенант Михаил Скобелев назначава за комендант на редута капитан Фьодор Горталов и го помолва да не го отстъпва на турците. Офицерът дава честна дума и я отстоява с живота си въпреки възможността да изпълни заповедта за оттегляне. На 31 август при отбраната на редута „Кованлък“ в 6-ата контраатака на противника капитан Фьодор Горталов загива в боя, разкъсан от щиковете на турците. На 1 септември атаките по всички сектори са прекратени.
Руските загуби в убити или ранени са 2 генерали, 295 офицери и 12471 войници. Румънците дават около 3000 убити и ранени офицери и войници. Турските загуби са едва 3000 убити и ранени офицери и войници. Поражението оказва изключително силен негативен ефект върху руското командване.

### Боеве при Гривишките редути
След неуспеха на третата атака срещу Плевен, Осман паша атакува заетия от румънски части Гривишки редут №1 (Канлътабия). Боевете продължават три дена. Атаката е отбита с помощта на руски части. На 6 септември румънски части атакуват съседния Гривишки редут №2 (Баштабия). Атаката е отбита. Втори път е проведена без успех на 7 октомври.
Румънските загуби са 929 убити и ранени офицери и войници. Турските загуби са неизвестни.

## Развитие на турската укрепителна система при Плевен
Турската отбранителна система при Плевен преминава през няколко етапа, които са продиктувани от действията на руските войски:
- Преди първата атака – пристига с армията си Осман паша, няма време и възможност за изграждане на земни укрепления и не разполага с такива. Разбрал за падането на Никопол и за придвижването на русите към Плевен, пашата бърза да заеме пръв града, като ги изпреварва с няколко часа. Десет дни по-рано пристигналият Атуф паша е изградил няколко позиции за оръдия и окопи за пехота по билото на Янък баир и зад с. Гривица.
- След първата атака – Осман паша знае, че ще последва втора атака от същата посока и се подготвя трескаво за нея. Увеличава значително войските си и изгражда множество редути главно на север и изток от Плевен. На юг е построен само редута Исса ага.
- След втората атака – Ловеч е превзет от русите и Осман паша знае, че може да бъде атакуван успешно от юг. Изгражда в тази посока няколко укрепления. На изток от града също са построени нови, а някои съществуващи са подобрени.
- След третата атака – става ясно, че слабото място в отбраната е от юг, където генерал-лейтенант Михаил Скобелев успешно се вклинява с войските си. За целта там са изградени нови три укрепления.
- След падането на Горни Дъбник и Телиш – Осман паша разбира, че вече е напълно обкръжен и започва изграждането на няколко укрепления и на запад от Плевен.

| Наименование                   | №                              | Местонахождение                                                  | допълнителни данни             |
| укрепления преди първата атака | укрепления преди първата атака | укрепления преди първата атака                                   | укрепления преди първата атака |
| ------------------------------ | ------------------------------ | ---------------------------------------------------------------- | ------------------------------ |
| окопи и траншеи                |                                | по билото на Янък баир и селоГривица                             |                                |
| укрепления след първата атака  |                                |                                                                  |                                |
| Сюлейман паша табия 1          | №1                             | 0.6 км северозападно от село Опанец, местност Стойчово бранище   | Опански редут №1               |
| Сюлейман паша табия 2          | №2                             | 0.5 км северозападно от село Опанец, местност Белия бряг         | Опанска редут №2               |
| Топ табия                      | №3                             | 0.9 км югоизточно от село Буковлък                               |                                |
| Сюлейман паша табия            | №4                             | 1.0 км югоизточно от село Буковлък                               |                                |
| Хайри бей табия                | №5                             | 2.0 км североизточно от Плевен, местност Бъчвата                 |                                |
| Садък паша табия               | №6                             | 3.0 км североизточно от Плевен, местност Бъчвата                 |                                |
| Баш табия                      | №7                             | 3.0 км северозападно от село Гривица, местност Гладно бърдо      | Гривишки редут №2              |
| Абдул Керим табия              | №8                             | 2.5 км северозападно от село Гривица, местност Детковица         | Гривишки редут №1              |
| Баш табия                      | №9                             | в кв. „Дружба 4“ на Плевен, бл.412 – 414, местност Низамски връх | щаб на Осман паша              |
| Ихтият табия                   | №10                            | в кв „Дружба 4“ на Плевен                                        |                                |
| Атуф паша табия                | №11                            | до кв. „Дружба 2“ на Плевен                                      | до телевизионната кула         |
| Араб табия                     | №12                            | кв. „Дружба 2“ на Плевен, ул. Трите бора                         |                                |
| Чорум табия                    | №13                            | 2.5 км източно от Плевен, местност Дюлюмсюза                     | 2 оръдия                       |
| Ибрахим бей табия              | №14                            | 3.0 км източно от Плевен, местност Чаира                         | в начален стадий               |
| Топ табия                      | №15                            | в кв. „Дружба 4“ на Плевен                                       | 6 оръдия                       |
| Омер бей табия                 | №16                            | 2.0 км югоизточно от Плевен, местност Стражата                   |                                |
| укрепления след втората атака  |                                |                                                                  |                                |
| Исса ага                       | №18                            | 1.0 км югозападно от Плевен, Скобелев парк                       | Реджи бей табия                |
| Кованлък табия                 | №19                            | 1.5 км югозападно от Плевен, Скобелев парк                       | Абдул бей табия                |
| Балък баш табия                | №20                            | 2.0 югозападно от Плевен, местност Средните лозя                 | Бааглар баши табия             |
| Абдалах бей табия              | №21                            | 3.0 км югозападно от Плевен, местност Комудара                   | Милас табия                    |
| Тальят бей табия               | №22                            | 3.0 км югозападно от Плевен, местност Комудара                   | Телата табия                   |
| Юнуз бей табия                 | №23                            | 0.7 км северно от село Къшин                                     | Юнус бей табия                 |
| укрепления след третата атака  |                                |                                                                  |                                |
| Ниш табия                      |                                | 0.8 км източно от село Къшин                                     |                                |
| Гази Осман табия               |                                | 1.9 км източно от село Къшин                                     | Хаджи Осман                    |
| Али паша табия                 |                                | 2.5 км североизточно от село Къшин                               | Хаджи Али бей                  |
| укрепления през последните дни |                                |                                                                  |                                |
| Айдън табия                    |                                | 2.9 км северозападно от село Къшин                               | спомагателно – муавин          |
| Хилми ефенди табия             |                                | 2.9 км северозападно от село Къшин                               |                                |
| Пертев бей табия               |                                | 2.0 км източно от село Дисевица                                  | „Рижия“ редут                  |
| Тире болу табия                | №30                            | 1.7 км североизточно от село Дисевица                            |                                |
| Вели бей табия                 |                                | 4.0 км западно от Плевен, местност Ицово бранище                 | местност „Калето“              |
| Саид бей табия                 | №31                            | 1.4 км източно от село Ясен                                      |                                |
| Топ табия                      | №32                            | 2.2 км североизточно от село Ясен                                | при моста на река Вит          |

## Блокада на Плевен

### Действия на руската армия
Възелът на войната се затяга след третия неуспешен щурм на Плевен. По всичко изглежда, че от изхода на битката зависи до голяма степен и изходът на цялата война. За справяне със ситуацията е извикан героят от обсадата на Севастопол – генералът от инженерните войски Едуард Тотлебен. Още с пристигането си той заявява „...четвърти щурм на Плевен няма да има“.
Решено е Плевен да бъде напълно блокиран. За да бъде осъществено са мобилизирани и насочени към Плевен Гренадирският и Гвардейският корпус. Когато пристигат през октомври, руското командване се насочва към прекъсване на османските снабдителни линии, водещи до Плевен. С превземането на селата Горни Дъбник и Телиш и Враца се слага край на снабдяването на армията на Осман паша.
За да попречи на изхранването на турската армия, генералът от инженерните войски Едуард Тотлебен решава да спре двете малки рекички преминаващи през Плевен. Построява бентове на реките Тученица и Гривишка, по чиито поречия е имало 24 воденици – караджейки. С внезапното им взривяване огромни водни маси помитат по пътя си всички воденици и складираните храни за обсадения гарнизон.
На 2 ноември генерал Тотлебен разделя блокадната линия на шест участъка:
- 1-ви с командир генерал Александру Чернат,
- 2-ри с генерал-лейтенант Николай Криденер,
- 3-ти с генерал-лейтенант Павел Зотов,
- 4-ти с генерал-майор Михаил Скобелев,
- 5-и с генерал-лейтенант Василий Каталей,
- 6-и с генерал-лейтенант Иван Ганецки.

Генералът от инженерните войски Едуард Тотлебен лично обхожда всички руски позиции и издава заповеди за реорганизация на обсадата – на места руските позиции са изнесени по-напред към турските, изграждат се нови окопи, люнети и редути. 
Заради обсадата Западният руски отряд достига до 122 000 офицери и войници и 28 обсадни оръдия. Руското командване вярно оценява 6-и участък, който се простира между селата Биволаре и Търнене, като най-вероятен за опит за пробив. Тук са разположени около 30 000 офицери и войници, 2000 конница и 136 оръдия. Вероятните направления за пробив в този района са три:
- Първото е по посока на шосето за София. Охранява се от 2-ра Гренадирска дивизия, в чийто състав влизат 5-и Киевски, 6-и Таврически, 7-и Самогидски и 8-и Московски пехотен полков.
- Второто направление е по посока на пътя с. Горна Митрополия – Видин. Охранява се от 3-та Гренадирска дивизия, в чийто състав влизат 9-и Сибирски, 10-и Малоросийски, 11-и Фанагорийски и 12-и Астрахански пехотен полк.
- Третото направление е в посока с. Биволаре – Никопол. Охранява се от 1-ва Бригада на 5-а Пехотна дивизия (18-и Вологодски и 17-и Архангелгородски пехотен полк) и 4-та Румънска дивизия.

### Действия на турската армия
Към началото на ноември 1877 г. Осман паша успява да съсредоточи в Плевен 50 000 офицери и войници, 72 оръдия и изгражда инженерно-отбранителна линия на разстояние 20 – 25 км. Отбраната разделя на пет участъка:
- 1-ви с командир Адил паша,
- 2-ри с командир Атуф паша,
- 3-ти и 4-ти с командир Тахир бей,
- 5-и с командир Сюлейман бей.

След превземането на Горни Дъбник и Телиш от русите Осман паша прибира в Плевен гарнизона си от село Долни Дъбник. С това е прекъсната и последната му връзка с централното командване и снабдяването му с храна и боеприпаси. На 30 октомври отклонява руското предложение за капитулация. Надеждата на турското командване е армията на Сюлейман паша да удари в гръб руските войски и след като се съедини с тази на Осман паша да ги изтласка северно от река Дунав. С тази цел на 22 ноември Централната османска армия с командир Сюлейман паша преминава Стара планина, превзема Елена, но не успява да отклони руските части от блокадата на Плевен. Понася много загуби и прекратява движението си към Плевен.
По думите на турски офицер положението на турския гарнизон в Плевен става изключително критично с всеки изминал ден. С намаляването на хранителните припаси намаляват и дажбите. От 10 ноември започват да раздават по 1/3 от дажбата хляб и като допълнение дават по един кочан царевица. Липсват каквито и да са дърва за огрев и турците използват корени на лози и бурени, за да се сгреят или стоплят храната си. Остро се чувства липсата на захар, кафе и най-вече на тютюн, който се заменя с лозови листа. Пълната липса на спиртни напитки и малките дажби месо правят войниците още по-чувствителни към студа. По-късно, когато напълно спират дажбите с месо, е забранено клането на коне и друг впрегатен добитък. Липсва храна и за животните. Тяхното жално мучене и цвилене прилича на човешко страдание. Липсват марли за ранените и се режат ризи за превръзки. Макар да се чувства нужда за всякакъв вид облекло, ленените превръзки се пазят като скъпоценност. Няма никакъв сапун и се ползва хума. Поради липсата на кибрит, се взема барут от патрони, за да се запали огън. От глад в околностите на Плевен умират дори кучетата. Появяват се и вълци. Турците стрелят по гарги и врани, които се ценят като деликатес. Плевен се е превърнал в просторен гроб, в който загива сред ужас и лишения една 40-хилядна армия.
На 18 ноември Осман паша събира в главната си квартира всички висши командири. Поставен е въпросът: дали да останат в града още няколко дни до пълното изчерпване на хранителните припаси и след това да капитулират без бой или да се опитат да атакуват блокадната линия с цената на огромни жертви. Взето е решение за пробив на запад по долината на река Вит. Първоначално пробивът е насрочен за 26 ноември, но Осман паша го отлага за 28 ноември, понеже не е привършена подготовката. В случай на успех, на какъвто турците не се надяват, войските трябва да достигнат от пътя за Видин до река Искър, прикривайки се по речното корито, да се насочат от Кутловица към Берковица и като преминат Стара планина през Гининския проход, да достигнат до София и да се съединят с тамошните османски сили.

## Битка при Долна Митрополия
Още през нощта на 28 ноември Осман паша започва да прехвърля войските си на левия бряг на река Вит. Предвидено е позициите при селата Опанец – Търнене да прикриват по фланговете атаката. Пашата разпределя войските си в четири бригади – всичко около 25-хиляди офицери и войници и 5-хиляди офицери и войници в резерв. Поради гъстата мъгла по поречието на река Вит прехвърлянето през реката остава незабелязано. Казашки патрул от 9-и Киевски хусарски полк успява през нощта да открие движението около моста на Вит. Към 12 часа през нощта началникът на първи отбранителен участък – генерал Александру Чернат се убеждава в тревожния сигнал. Известени са генерал-лейтенант Владимир Свечин и генерал-майор Михаил Данилов.
Командирът на 9-и Сибирски полк полковник Василий Водар също чува шума от движещите се по шосето от Плевен турски войски. Към 4 часа сутринта генерал-лейтенант Иван Ганецки получава от генерал-лейтенант Михаил Скобелев телеграма, с която му се докладва, че турците са изоставили „Къшинския редут“ и се придвижват към моста на Вит. Поради мъглата русите не виждат преминаването на турските табори през реката. В 7 часа оръдията на 2-ра батарея дават в тази посока няколко пробни изстрела. Турците решават, че са разкрити и също откриват огън по руските позиции. Веднага е изстреляна сигнална ракета за тревога. Забиват барабаните в тила. На предна позиция дежурни са 5-и Киевски гренадирски полк, 9-и Сибирски гренадирски полк и 7 роти на 17 Архангелогородски пехотен полк. Турските укрепления при село Опанец и при моста над река Вит откриват яростен огън по целия ред на руските позиции. Руските оръдия също откриват огън по настъпващите табори.
Турците развиват настъплението си в посока село Долна Митрополия към центъра на 9-и Сибирски гренадирски полк. Те развяват огромно зелено знаме, символ на пророка, което означава, че няма да отстъпят. За прикритие използват впрегатни животни, но скоро са или убити или се разбягват от оръдейната стрелба. Първоначално турското настъпление е добре организирано. Отпред върви гъста верига от стрелци, зад тях втора верига и отзад поддръжка и резерви. Най-отзад се движи артилерията, а по фланговете има малки групи от конници. Руските стрелци изчакват турците да се приближат на 200 метра и дават над 10 залпа. Деветфунтовите им батареи буквално повалят турските вериги. Постепенно настъпващите табори се смесват толкова, че албанските войници с бели шапчици се бутат със сирийци, а редифите вървят до башибозука. Турските загуби в този момент са огромни, но тази нестройна маса от възбудени и високо викащи хора продължава да върви през дъжда от куршуми. В 7:30 часа турците успяват да се приближат до центъра на 9-и Сибирски пехотен полк. Натискът им е убийствен – 16 табора атакуват един полк, като зад тях идват нови 8 табора. Започва ръкопашен бой вътре в траншеите. Седем руски са отбити от траншеите си. Втора батарея (при укрепление №3), командвана от капитан Иванов, е превзета. По-голяма част от състава на батареята е избит, но оцелелите войници изтеглят 2 оръдия, а на останалите 6 взимат затворите. Шестте оръдия са пленени, а командирът е ранен. Трета батарея (при укрепление №4), след като е заплашена от обкръжаване, се държи още известно време с картечен огън. Скоро и тя отстъпва, като са изтеглени 6 оръдия, а останалите 2, на които конете са убити, са изоставени. Така до 8:30 часа предната линия на отбраната е пробита, а руските загуби са големи – особено при 2-ра батарея, 5 рота и стрелковите роти. Ранени почти няма. Който падне, е бил убиван от турците с щикове и приклади. От някои роти остават в строя едва към 15-на души, а почти целият им офицерски състав е убит. Оцелелите сибирци се оттеглят към втората отбранителна линия между „Копана могила“, „Левия люнет“ и Астраханския редут.
Едва в 8:30 часа от към село Горна Митрополия е изпратен на помощ 10-и Малоросийски пехотен полк. Трите му батальона се разделят по направления към Копана могила, Ляв люнет и Астрахански редут. С цената на огромни човешки загуби и атака „на нож“, успяват да задържат настъплението на турците и дори да ги върнат назад. Осман паша усеща колебанието на своите табори и насочва в участъка държаните до момента в резерв 8 табора. Така до 9 часа турците завладяват и Левият люнет, а втората отбранителна линия е пробита. Турското настъпление се врязва като клин в руската отбрана, но така попада под кръстосан огън. Остатъците от 9-и Сибирски и 10-и Малоросийски пехотни полкове, поддържани от оръдията пред Копана могила 1, водят престрелка с турските войски. Най-близката помощ е конницата на генерал-майор Павел Лашкарьов в село Долна Митрополия, но тя бездейства по заповед на генерал-лейтенант Иван Ганецки. Руското командване не бърза да изпрати помощ и изчаква да види посоката на основния турски удар. Когато генерал-лейтенант Иван Ганецки се убеждава, че турците атакуват с основните си сили направлението между селата Долна и Горна Митрополия, заповядва да влязат в боя полковете от общия резерв.
В 10 часа откъм Горна Митрополия идват на помощ 11-и Фанагорийски и 12-и Астрахански пехотен полк. Те бързо се развръщат в посока Копана могила и Левия люнет. Генерал-майор Михаил Данилов заповядва на 18-и Вологодски и 17 Архангелгородски пехотен полк, както и на 2 батареи от Долна Митрополия, да атакуват десния турски фланг при Астраханския редут. Едновременно с това левият фланг на турците е атакуван от нови два руски полка – 7-и Самогидски и 8-и Московски пехотен полк. Свежите сили бързо отбиват турците и си възвръщат първата линия на укрепленията. Освободени са пленените руски оръдия. Астраханският гренадирски полк дори успява да плени 8 турски оръдия и голямото зелено знаме на пророка. В 11 и 30 часа турците не издържат на кръстосания руския натиск от три страни и започват бавно да се изтеглят назад на разстояние един пушечен изстрел. Когато вижда това, генерал-лейтенант Иван Ганецки заповядва на генерал-майор Михаил Данилов да изведе отново на първа линия всички оръдия и оттам да организира следващата атака срещу отстъпващия враг.
Осман паша вижда отстъплението на своите и заповядва общо настъпление на целия резерв. В този решителен момент обаче турският резерв се смесва с обоза и едва три батальона са изведени на позиции, но това се оказа недостатъчно. В този момент 5-и Киевски и 6-и Таврически пехотен полк атакуват левия им фланг. Идват и двете стрелкови бригади на генерал-лейтенант Михаил Скобелев. Румънски части откъм село Опанец настъпват от север. Под напора на настъпващите руски войски и под убийствения оръдеен огън турците се връщат към река Вит. Руските оръдия вече яростно обстрелват предмостието при река Вит. Сред турците настъпва невъобразима паника-от едната страна на реката са отстъпващите войски, а от другата са резервите и обоза. Каменният мост е задръстен от бягащи турци и коли на обоза. Те са толкова много, че под напора им перилата на моста се счупват и мнозина падат във водата. Турските войници, които успяват да преминат обратно на десния бряг на река Вит, се опитват да се върнат в Плевен, но са обкръжени от руски части. В този момент снаряд убива коня и ранява в крака Осман паша.
Към 14 часа, виждайки безизходното положение, в което се намира, Осман паша нарежда да се развее бял флаг на моста на река Вит. Флагът на няколко пъти ту се вдига, ту се сваля, но накрая е развят. Осман паша изпраща парламентьори и иска да се предаде на онзи, срещу когото се е бил през този ден. Предава сабята си в знак на капитулация последователно на полковник Михаил Черкез и генерал-лейтенант Иван Ганецки. Скоро след това се появява и огромен бял флаг над непристъпните укрепления при село Опанец.

## Резултати
Обсадата на Плевен задържа руско настъпление и забавя войната с пет месеца. С падането на града настъпва прелом в полза на Русия. Освобождават се значителни руски сили, които в Битката при Шейново и при София в началото на 1878 г. откриват пътя към османската столица Цариград.

## Загуби
На 10 декември русите губят над 1700 души или 1 генерал, 57 офицери и 1659 нисши чина, като повечето са от 3-та гренадирска дивизия. Турските загуби са около 6000 убити и ранени, пленени 10 паши, 128 висши офицери, около 2000 офицери, около 40 000 войници, 77 оръдия и 7 знамена. Долната таблица отразява руските загуби в деня на сражението. Впоследствие много от ранените почиват от получените рани и броят на мъртвите достига 18 офицери и 542 нисши чина.

### Руски загуби
| войскова част                           | убити   | убити   | изчезнали | ранени  | ранени  | общо    | общо    |
| --------------------------------------- | ------- | ------- | --------- | ------- | ------- | ------- | ------- |
|                                         | офицери | войници | войници   | офицери | войници | офицери | войници |
| 3-та гренадерска бригада                |         |         |           |         |         |         |         |
| 9-и Сибирски пехотен полк               | 5       | 107     | 7         | 11      | 208     | 16      | 322     |
| 10-и Малоросийски пехотен полк          | 3       | 138     | 27        | 14      | 415     | 17      | 580     |
| 11-и Фанагорийски пехотен полк          | -       | 29      | 7         | 10      | 154     | 10      | 190     |
| 12-и Астрахански пехотен полк           | 1       | 75      | 18        | 11      | 305     | 12      | 398     |
| 3-та артилерийска бригада               | -       | 8       | 1         | 2       | 29      | 2       | 38      |
| ОБЩО                                    | 9       | 357     | 60        | 48      | 1111    | 57      | 1528    |
| 2-ра гренадерска дивизия                |         |         |           |         |         |         |         |
| 5-и Киевски пехотен полк                | -       | -       | -         | -       | 5       | -       | 5       |
| 6-и Таврически пехотен полк             | -       | -       | -         | -       | 7       | -       | 7       |
| 7-и Самогидски пехотен полк             | -       | 5       | 2         | -       | 21      | -       | 28      |
| 8-и Московски пехотен полк              | -       | 3       | -         | -       | 12      | -       | 15      |
| 2-ра артилерийска бригада               | -       | 1       | -         | -       | 9       | -       | 10      |
| ОБЩО                                    | -       | 9       | -         | -       | 54      | -       | 65      |
| 1-ва бригада от 5-а пехотна дивизия     |         |         |           |         |         |         |         |
| 17-и Архангелогородски пехотен полк     | -       | -       | -         | 1       | 22      | 1       | 22      |
| 18-и Вологодски пехотен полк            | -       | 3       | -         | -       | 24      | -       | 27      |
| 6-а батарея от 5-а артилерийска бригада | -       | -       | -         | -       | 1       | -       | 1       |
| ОБЩО                                    | -       | 3       | -         | 1       | 47      | 1       | 50      |
| кавалерия от 6-и блокаден район         |         |         |           |         |         |         |         |
| 9-и Казански драгунски полк             | -       | -       | -         | -       | -       | -       | -       |
| 9-и Бугски улански полк                 | -       | -       | -         | -       | 1       | -       | 1       |
| 9-и Киевски хусарски полк               | -       | 1       | -         | -       | -       | -       | 1       |
| 4-ти Донски казашки полк                | -       | 1       | -         | -       | 2       | -       | 2       |
| 7-а конно-артилерийска батарея          | -       | -       | -         | -       | 1       | -       | 1       |
| 2-ра Донска казашка батарея             | -       | -       | -         | -       | -       | -       | -       |
| ОБЩО                                    | -       | 2       | -         | -       | 4       | -       | 6       |
| 5-и блокаден район                      |         |         |           |         |         |         |         |
| лейбгвардейски Литовски полк            | -       | 1       | -         | -       | 11      | -       | 12      |
| ОБЩО                                    | 9       | 371     | 62        | 49      | 1226    | 58      | 1659    |

### Списък на загиналите офицери
| №                              | чин                       | имена                                   | убит/починал              | допълнителни данни                   |
| 9-и Сибирски пехотен полк      | 9-и Сибирски пехотен полк | 9-и Сибирски пехотен полк               | 9-и Сибирски пехотен полк | 9-и Сибирски пехотен полк            |
| ------------------------------ | ------------------------- | --------------------------------------- | ------------------------- | ------------------------------------ |
| 1                              | майор                     | Константин Платонович Лихачев           | убит                      | командир на стрелците                |
| 2                              | поручик                   | Иван Семëнович Пашкевич                 | убит                      | младши офицер от 3-та стрелкова рота |
| 3                              | подпоручик                | Борис Гаврилович Горшков                | убит                      | младши офицер от 10-а рота           |
| 4                              | прапорщик                 | Николай Петрович Контарев               | убит                      | младши офицер от 1-ва стрелкова рота |
| 5                              | прапорщик                 | Виктор Игнатьевич Мишковский            | убит                      | младши офицер от 3-та рота           |
| 10-и Малоросийски пехотен полк |                           |                                         |                           |                                      |
| 6                              | майор                     | Александр Авксептьевич Манасеин         | убит                      | командир на 1-ви батальон            |
| 7                              | майор                     | Казимир Антонович Щит-Немирович         | починал от раните         | командир на 3-ти батальон            |
| 8                              | капитан                   | Николай Павлович Тараткевич             | починал от раните         | командир на 1-ва рота                |
| 9                              | щабскапитан               | Николай Николаевич Кутузов              | убит                      | младши офицер от 1-ва рота           |
| 10                             | поручик                   | Александр Александрович Тимашев         | убит                      | командир на 3-та рота                |
| 11                             | прапорщик                 | Евгений Канивцев                        | починал от раните         | младши офицер от 2-ра рота           |
| 11-и Фанагорийски пехотен полк |                           |                                         |                           |                                      |
| 12                             | майор                     | Николай Васильевич Стерлингов           | починал от раните         | командир на стрелците                |
| 13                             | капитан                   | Антоний Медарт Станиславович-Смоленский | починал от раните         | командир на 6-а рота                 |
| 14                             | капитан                   | Андрей Федорович Кобелев                | починал от раните         | командир на 10-а рота                |
| 12-и Астрахански пехотен полк  |                           |                                         |                           |                                      |
| 15                             | щабскапитан               | Алексей Петрович Кульман                | убит                      | командир на 1-ва стрелкова рота      |
| 16                             | капитан                   | Николай Васильевич Молчанов             | починал от раните         | командир на 1-ва рота                |
| 17                             | щабскапитан               | Карталинский                            | починал от раните         | младши офицер от 10-а рота           |
| 18                             | подпоручик                | Лео-Александр-Омап Карлович Винтер      | починал от раните         | младши офицер от 2-ра рота           |

## Съдбата на Осман паша и армията му
След като се предава, Осман паша и личният му лекар са отведени за кратко в плен в град Харков. Противно на очакванията, пленничеството не спира военната му кариера. След завръщането си е назначен за военен министър на Османската империя (1878 – 1885), а в Гръцко-турската война от 1897 г. е командир на армия. Умира на 68 години през 1900 г.
Още веднага на 28 ноември 1877 г. турската армия е обезоръжена и остава да нощува на мястото на предаването си, охранявана от руски и румънски войски. Великият княз Николай Николаевич по време на обхода на войските се натъква на грозна сцена – цялата румънска пехота се занимава с грабежи над турските войници. Влачат оръжия, сумки, саби и пушки. Руското командване се натъква на множество болни турски войници, настанени по къщите из Плевен.
На 7 декември пленените турски войници са разпределени по руските полкове – по 500 във всеки, които са длъжни да ги охраняват и изхранват. На 10 декември под конвой са предадени на 4-ти Донски казашки полк за последващото им преместване. През тези няколко дни умират от раните си, от глад, студ и болести около 8000 офицери и войници. Оцелялата армия на два пъти под румънски конвой е прехвърляна в Румъния, като по пътя умират още 4500 офицери и войници. Преминават през Румъния, Русия при Черноморското крайбрежие и през Кавказката граница са предадени на османските власти. Дългият им преход е наречен Поход на смъртта, от който се завръщат от 40 000 едва 25 000 офицери и войници.

## Памет
На 10 декември 1977 г., в чест на 100-годишнината от Освобождението на Плевен от османско владичество, е открит музей – панорама „Плевенска епопея 1877“. Изграден е в Скобелевия парк, непосредствено до редута „Кованлък“, където по време на 3-та атака от Обсадата на Плевен се водят едни от най-тежките сражения. Включен е в Стоте национални туристически обекта.
Архитектурното тяло на Панорамата е направено да изглежда повдигнато върху 4 щика, които олицетворяват силата на оръжието, донесло свободата на България. Щиковете носят 4 хоризонтално разположени пръстена, 3 от които символизират 3-те атаки срещу Плевен, а 4-тият пръстен – декоративно-пластичен фриз – символизира блокадата на Плевен.
Малко известен факт е, че веднага след подписването на Санстефанския договор от 1878 г., генерал-лейтенант Иван Ганецки поставя въпроса за направата на паметник в чест на войниците, загинали край село Долна Митрополия. По негова молба и по решение на Плевенски окръг участъкът земя около Копана могила е предоставен като „Безвъзмездна собственост на гренадирите“. През 1881 г. е одобрен проект на паметника, а през 1885 г., след като е завършен, е предвидено да се превози до България. След Деветоавгустовски преврат в отношенията с Русия настъпва разрив, в резултат на което възниква предложение Паметникът на героите при Плевен да бъде оставен в Москва на площад „Свети Илия“ и на 28 ноември 1887 г., десет години след битката при село Долна Митрополия, е тържествено открит.

## Паметници
| №  | паметник на | местонахождение                                                                                            | снимки | снимки | снимки |
| -- | --- | --- | ------ | ------ | ------ |
| 1  | Паметник на полковник Алексей Доброволски от 9-и Казански драгунски полк, убит на 16 октомври 1877 г. при село Долни Дъбник                                                           | Крушовица гробището 43°21′07.6″ с. ш. 24°24′36.1″ и. д. / 43.352111° с. ш. 24.410028° и. д.                |        |        |        |
| 2  | Паметна плоча на мястото на бента, построен от генерал от инженерните войски Едуард Тотлебен на река Гривишка и взривен от него за унищожаване на водните мелници.                    | Гривица бента 43°24′34.9″ с. ш. 24°41′21.3″ и. д. / 43.409694° с. ш. 24.68925° и. д.                       |        |        |        |
| 3  | Паметник на генерал от инженерните войски Едуард Тотлебен на вала на река Тученица | Плевен парк „Кайлъка“ 43°21′25.9″ с. ш. 24°38′05.9″ и. д. / 43.357194° с. ш. 24.634972° и. д.              |        |        |        |
| 4  | Паметна плоча на 10 офицери от 9-и Сибирски, 10-и Малоросийски и 12-и Астрахански гренадирски полкове, убити на 28 ноември 1877 г. и погребани от северната страна до олтара на храма | Горна Митрополия храм „Св. Троица“ 43°27′43.6″ с. ш. 24°27′41.5″ и. д. / 43.462111° с. ш. 24.461528° и. д. |        |        |        |
| 5  | Паметник на 12 нисши чина от 18 Вологодски пехотен полк и 1 артилерист от 6-а батарея на 5-а артилерийска бригада, загинали на 28 ноември 1877 г.                                     | Долна Митрополия гробището 43°27′43.3″ с. ш. 24°31′03.3″ и. д. / 43.462028° с. ш. 24.517583° и. д.         |        |        |        |
| 6  | Братска могила на 38 нисши чина от 2-ра гренадирска дивизия и 7 нисши чина от 2-ра гренадирска артилерийска бригада, починали от раните си в лазарета на дивизията.                   | Долни Дъбник парка 43°24′34.7″ с. ш. 24°25′35″ и. д. / 43.409639° с. ш. 24.426389° и. д.                   |        |        |        |
| 7  | Паметник на нисши чинове от лейбгвардейски Волински полк, загинали при обсадата на Плевен в периода 12 октомври – 28 ноември 1877 г.                                                  | Търнене местност Чуката 43°23′32″ с. ш. 24°30′51.4″ и. д. / 43.392222° с. ш. 24.514278° и. д.              |        |        |        |
| 8  | Възпоменателен паметник на победата при Плевен на 28 ноември 1877 г. | Ясен местност Бели брег 43°25′53″ с. ш. 24°33′01″ и. д. / 43.431389° с. ш. 24.550278° и. д.                |        |        |        |
| 9  | Паметник на румънските воиници, загинали на 28 ноември 1877 г. | Опанец 43°27′18.9″ с. ш. 24°34′06.2″ и. д. / 43.45525° с. ш. 24.568389° и. д.                              |        |        |        |
| 10 | Паметник на щабскапитан Иван Павлович Доброволски от 123-ти Козловски пехотен полк, починал от дизинтерия на 1 декември 1877 г.                                                       | Згалево местност Старите гробища 43°22′25.9″ с. ш. 24°48′09.1″ и. д. / 43.373861° с. ш. 24.802528° и. д.   |        |        |        |

## В популярната култура
Плевенските събития са детайлно описани в двете части на историческия роман на руския писател Борис Васильев „Были и небыли“: Господа волонтеры и Господа офицеры, създадени в периода от 1977 – 1980 г.
Обсадата на Плевен е един от централните епизоди на книгата и едноименния филм на Борис Акунин „Турски гамбит“.